# Grupo Desportivo O Coruchense
El Grupo Desportivo O Coruchense es un equipo de fútbol de Portugal que milita en el Campeonato de Portugal, la cuarta categoría de fútbol en el país.

## Historia
Fue fundado el 1 de enero de 1948 en la ciudad de Coruche del distrito de Santarém y cuenta con un amplio historial en las desaparecidas Segunda y tercera categoría, pero pro dificultades financieras y deportivas, el club no ha mantenido un nivel constante y han sido como un equipo yo-yo, cambiando de categoría constantemente, inclusive rechazando la posibilidad de ascender que algunas veces han ganado en la cancha.
Han participado en algunas ocasiones en la Copa de Portugal y consiguieron el ascenso al Campeonato Nacional de Seniores por primera vez para la temporada 2015/16 luego de ganar el título distrital la temporada anterior.

## Palmarés
- Tercera División de Portugal: 1

1953/54
- Primera División de Sartarém: 4

1978/79, 2014/15, 2016/17, 2020/21
- Copa de Ribatejo: 2

1996/97, 1997/98

## Jugadores

### Jugadores destacados
- Julinho[5]